# Megachile remeata
Megachile remeata är en biart som beskrevs av Cockerell 1913. Megachile remeata ingår i släktet tapetserarbin, och familjen buksamlarbin. Inga underarter finns listade i Catalogue of Life.